# Oppunda och Villåttinge kontrakt

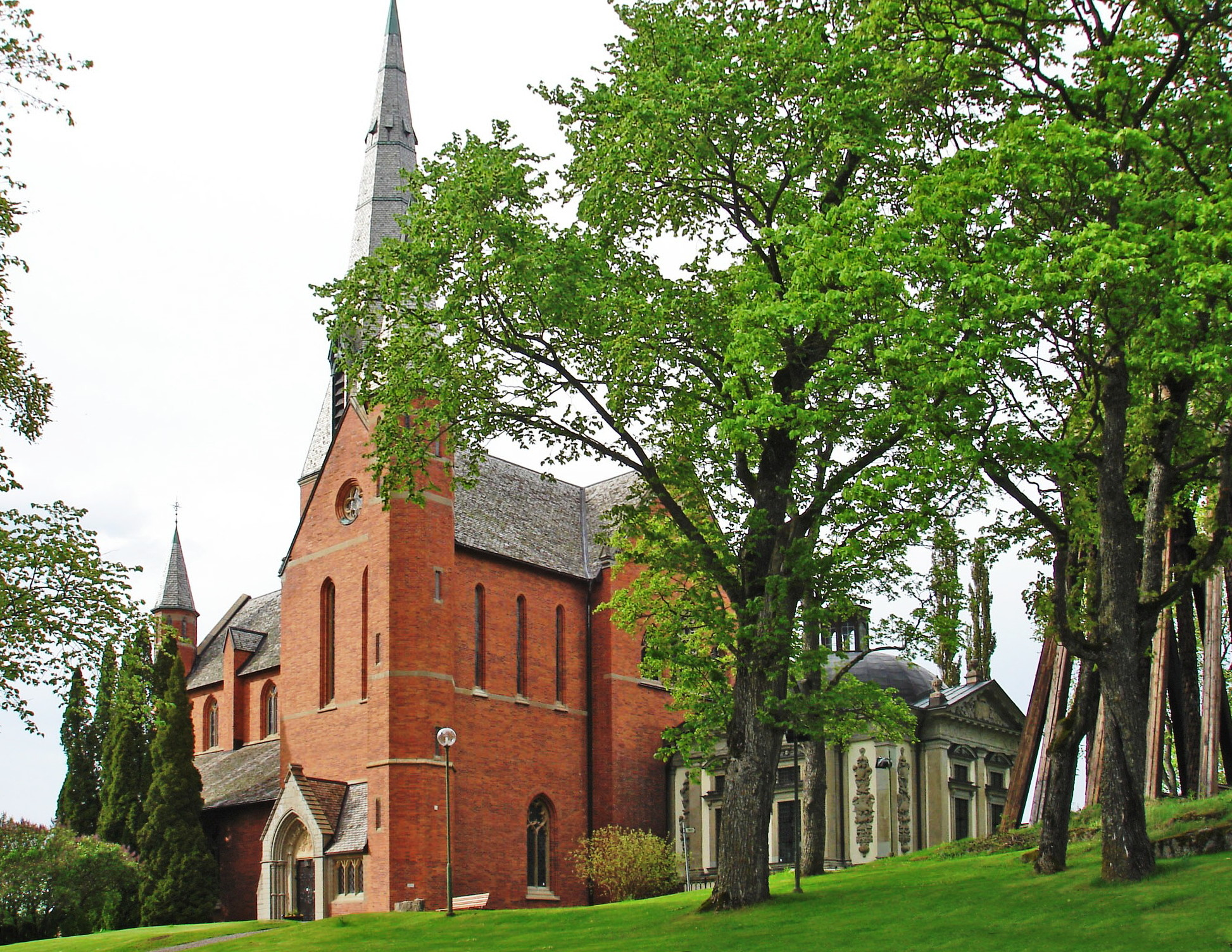
Floda kyrka i Flodafors

Oppunda och Villåttinge kontrakt är ett kontrakt i Strängnäs stift inom Svenska kyrkan.
Kontraktskoden är 0403.
Oppunda och Villåttinge kontrakt sammanfaller med gränserna för kommunerna Flen, Katrineholm och Vingåker.

## Administrativ historik
Kontraktet bildades den 1 januari 1998 av
hela Oppunda kontrakt med
- Floda församling 2010 uppgick i Katrineholmsbygdens församling
- Julita församling 2010 uppgick i Katrineholmsbygdens församling
- Katrineholms församling som 2002 uppgick i Katrineholm-Stora Malms församling som 2010 uppgick i Katrineholmsbygdens församling. (Före 1995 ingick Nävertorps församling i Katrineholms församling. Före 1961-62 ingick Katrineholms församling i Stora Malms församling - trots att Katrineholm blivit stad redan 1917.)
- Stora Malms församling som 2002 uppgick i Katrineholm-Stora Malms församling som 2010 uppgick i Katrineholmsbygdens församling
- Nävertorps församling som 2006 uppgick i Nävertorp-Östra Vingåkers församling som 2010 uppgick i Katrineholmsbygdens församling
- Östra Vingåkers församling som 2006 uppgick i Nävertorp-Östra Vingåkers församling som 2010 uppgick i Katrineholmsbygdens församling
- Västra Vingåkers församling
- Österåkers församling
- Sköldinge församling 2010 uppgick i Katrineholmsbygdens församling
- Lerbo församling som 2010 uppgick i Katrineholmsbygdens församling
- Björkviks församling

hela Villåttinge kontrakt som i sin tur bildats 1881 av församlingar ur Domprosteriet när Överselö kontrakt uppgick däri (Dunker, Lilla Malma, Helgesta, Hyltinge, Lilla Mellösa och Flen) och Oppunda östra kontrakt (Årdala och Forssa)
- Flens församling som 2010 uppgick i Flen, Helgesta-Hyltinge församling
- Helgesta-Hyltinge församling, bildad 1994 av Helgesta och Hyltinge församlingar och som 2010 uppgick i Flen, Helgesta-Hyltinge församling
- Lilla Malma församling, före 1940 Malma församling, som 2006 uppgick i Dunker-Lilla Malma församling
- Dunkers församling som 2006 uppgick i Dunker-Lilla Malma församling
- Mellösa församling
- Årdala församling som 2010 uppgick i Bettna församling
- Forssa församling som 2010 uppgick i Bettna församling
- Bettna församling som 1977 tillfördes från Oppunda härad
- Vadsbro församling som 1962 tillfördes från Oppunda östra kontrakt och som 2010 uppgick i Bettna församling
- Blacksta församling som 1962 tillfördes från Oppunda östra kontrakt och som 2010 uppgick i Bettna församling